# Ausweichregeln zwischen Wasserfahrzeugen
Die Ausweichregeln zwischen Wasserfahrzeugen sind Teil B der Kollisionsverhütungsregeln (KVR), die für Fahrzeuge auf hoher See oder den mit ihr verbundenen Gewässern gelten. Sie bestimmen die Regeln, nach denen sich Wasserfahrzeuge (Motorschiffe, Segelschiffe, Wasserflugzeuge etc.) auszuweichen haben, wenn sie einander so begegnen, dass ein Zusammenstoß möglich ist. Anders als im Straßenverkehr, wo festgelegt ist, wer fahren darf, gibt es bei Wasserfahrzeugen keine Vorfahrt. Wasserfahrzeuge können nicht „stehen bleiben“ wie ein Landfahrzeug, da sie ständig der Abdrift durch Wind und Wasserströmungen ausgesetzt sind. Daher beschreiben die Ausweichregeln, wer unter welchen Bedingungen ausweichen muss („Ausweichpflichtiger“) und wer seinen Kurs und seine Geschwindigkeit beibehalten muss („Kurshalter“).

## Prioritäten
Grundsätzlich gilt: Fahrzeuge, die aufgrund ihres gegenwärtig verwendeten Antriebs schlechter manövrieren können, haben Vorrang vor solchen, die einfacher zu manövrieren sind (Regel 18 KVR):
1. Alle Fahrzeuge weichen manövrierbehinderten oder manövrierunfähigen Schiffen aus (diese müssen entsprechende Zeichen setzen).
2. Alle Fahrzeuge (außer manövrierbehinderte) weichen Fahrzeugen aus, die aufgrund ihres Tiefgangs eingeschränkt manövrierbar sind („tiefgangbehindert“).
3. Von Fahrzeugen, die mit Netzen, Leinen oder Schleppnetzen fischen und dadurch nur eingeschränkt manövrieren können, halten sich andere Fahrzeuge frei.
4. Segelboote und -schiffe, die unter Segeln fahren, haben Vorrang vor Motorschiffen (Segelschiffe untereinander siehe unten).
5. Motorschiffe weichen allen anderen Verkehrsteilnehmern aus (Motorboote untereinander siehe unten).

Während die Ausweichregeln in der KVR nur diese Schiffstypen behandeln, gelten auf vielen Binnengewässern zusätzliche Ausweich- und Vorfahrtsregeln. So haben dort oftmals Kursschiffe (öffentliche Fahrgastschiffe) Vorrang vor allen anderen Verkehrsteilnehmern.
Die Ausweichregeln der KVR gelten unabhängig von der Schiffsgröße. Im Prinzip muss also ein Öltanker einer kleinen Segeljolle ausweichen. Allerdings muss man auf der Segeljolle ebenfalls Maßnahmen zur Vermeidung eines Zusammenstoßes ergreifen, sobald feststeht, dass der Öltanker seiner Ausweichpflicht nicht nachkommt. In der Praxis weichen Sportboote allen Berufsschiffen sofern möglich so rechtzeitig aus, dass es gar nicht zu einer kritischen Situation mit Kollisionsgefahr kommt.

## Begegnungen von Motorbooten
1. Begegnen sich zwei Motorboote auf entgegengesetzten Kursen (d. h., sie fahren frontal aufeinander zu), weicht jedes nach Steuerbord aus (Regel 14 KVR).
Kommen sich zwei Fahrzeuge unter Motor entgegen, so sehen sie voneinander das grüne und das rote Seitenlicht.
2. Kreuzen sich die Kurse zweier Motorboote, weicht dasjenige aus, das das andere an Steuerbord hat (Regel 15 KVR).
Aus den Regeln über Positionslichter und den Vorschriften für Überholer (siehe unten) folgt hierbei, dass nur dasjenige Motorboot ausweichpflichtig sein kann, das in dem Sektor, der von seinem Steuerbord-Seitenlicht bestrahlt wird, das Backbord-Seitenlicht eines anderen Motorbootes sieht.
3. Hierzu existieren seit alten Zeiten Regeln und Merksprüche. Einer der ältesten lautet:

„1. Kommt grün und rot voraus in Sicht, Steuerbord das Ruder, zeig rotes Licht!
2. Grün an grün, rot an rot geht alles klar, hat keine Not.
3. Wird rot an Steuerbord gesehn, so heißt es aus dem Wege gehn,
wie du wirst manövrieren müssen, hast du als Seemann wohl zu wissen.
Siehst du jedoch an Backbord grün, brauchst du dich weiter nicht zu mühn,
in diesem Fall muß grün sich klaren und hat dir aus dem Weg zu fahren.
4. Bei Nacht wird dich jedoch vor den Gefahren
am besten scharfer Ausguck stets bewahren,
bleibt dann einmal kein Raum zum Drehen,
stopp die Maschine und laß rückwärts gehen!“

## Begegnungen von Segelfahrzeugen

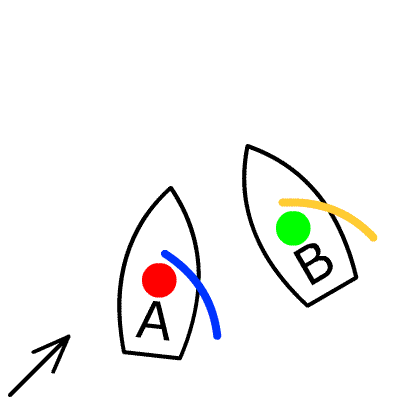
Lee (B) vor Luv (A) – A ist ausweichpflichtig gegenüber B (deshalb muss A nach links ausweichen oder hinter B durchfahren); Pfeil = Windrichtung

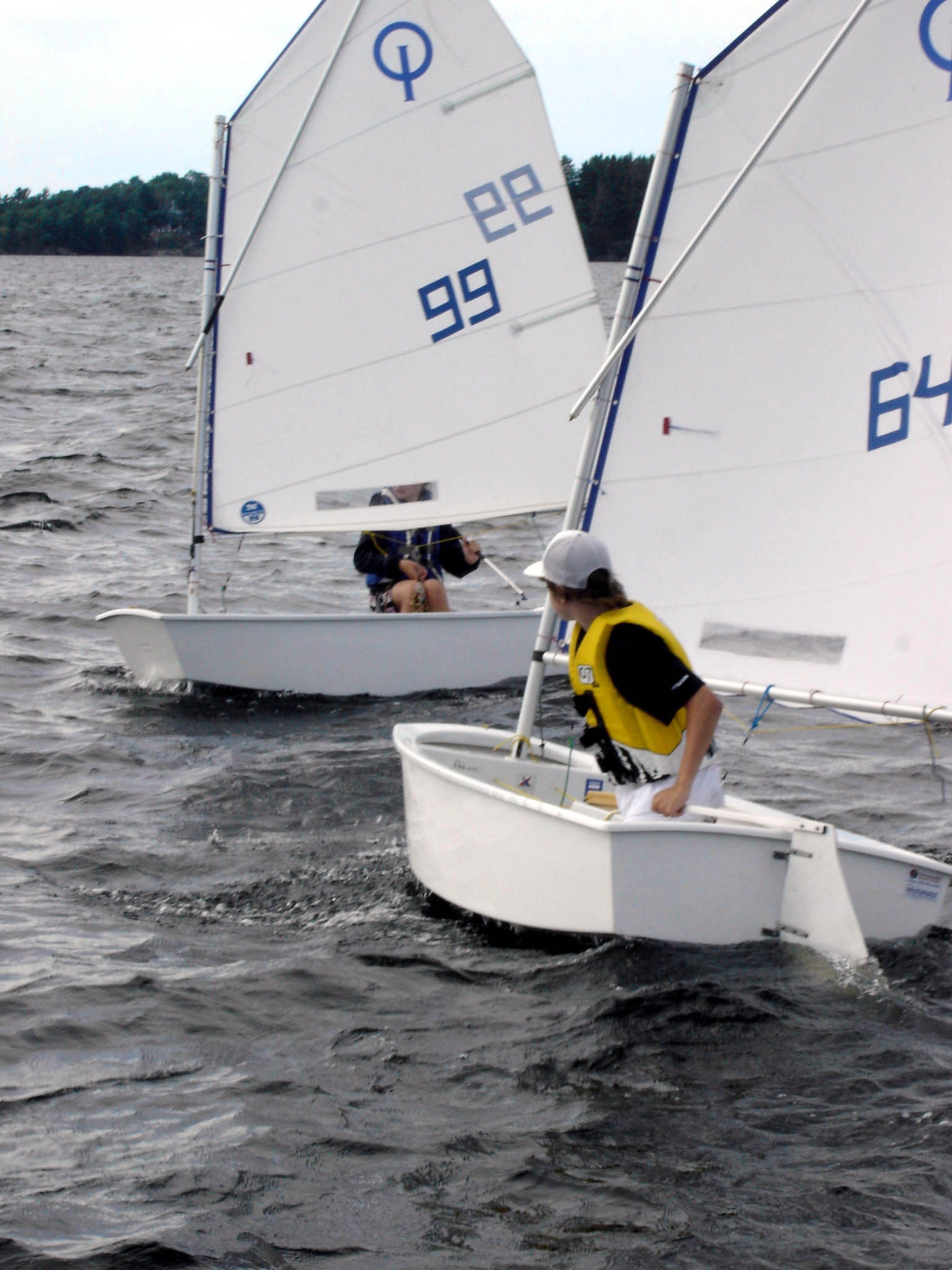
Optimisten auf Kollisionskurs. Das Boot mit der Segelnummer 64 hat Wind von Backbord und muss ausweichen. Boot 99 muss den Kurs beibehalten.

Die Regel Nr. 12 der Internationalen Kollisionsverhütungsregeln beschreibt die Ausweichregeln zwischen zwei Segelfahrzeugen. Segelfahrzeuge, die ihren Antriebsmotor benutzen, gelten hierbei nicht als Segelfahrzeuge, sondern als Maschinenfahrzeuge. Maschinenfahrzeuge, die weder manövrierunfähig oder manövrierbehindert sind, noch fischen, müssen Segelfahrzeugen ausweichen.
1. Wenn beide Segelfahrzeuge den Wind von verschiedenen Seiten haben, muss das Fahrzeug mit Wind von Backbord (in Fahrtrichtung links) ausweichen. Steht der Großbaum an Backbord, hat das Fahrzeug im Sinne der KVR den Wind von Steuerbord, steht der Baum auf Steuerbord, hat es den Wind von Backbord und muss ausweichen.
2. Wenn zwei Segelfahrzeuge den Wind von derselben Seite haben, muss das luvwärtige Fahrzeug ausweichen (Kurzform: Luv weicht Lee oder auch Lee vor Luv).
3. Ein Segelfahrzeug mit Wind von Backbord muss einem von Luv kommenden Segelfahrzeug ausweichen, wenn die Segelstellung des luvwärtigen Fahrzeugs nicht mit Sicherheit festgestellt werden kann.

Auf österreichischen Wasserstraßen darf ein Segelfahrzeug ein anderes nur auf dessen Luvseite überholen.

## Überholen
Ein Fahrzeug (dies gilt für alle Fahrzeuge, auch Segelfahrzeuge), das überholt, muss dem anderen Fahrzeug ausweichen. Als Überholer gilt ein Fahrzeug in Bezug auf ein anderes, wenn es sich diesem aus einer Richtung von mehr als 22,5 Grad achterlicher als querab nähert und daher gegenüber dem zu überholenden Fahrzeug so steht, dass es bei Nacht nur dessen Hecklicht, aber keines der Seitenlichter sehen könnte. Der Überholer bleibt so lange ausweichpflichtig, „bis er klar passiert hat“; er verliert diese Pflicht nicht allein dadurch, dass er den oben bezeichneten Bereich verlässt. (Regel 13 KVR)

## Maßnahmen des Ausweichpflichtigen und des Kurshalters
- Der Kurshalter (das Wasserfahrzeug, das nicht ausweichen muss) muss Kurs (Richtung, in die gefahren/gesegelt wird) und Fahrt (Geschwindigkeit) beibehalten (Regel 17 KVR).
- Das ausweichpflichtige Fahrzeug muss frühzeitig, klar und durchgreifend handeln (ausweichen) (Regel 16 KVR).

## Verkehrstrennungsgebiete
Verkehrstrennungsgebiete sind die „Autobahnen“ der See. Es sind deutlich auf den Seekarten vermerkte Abschnitte, in denen der Verkehr richtungsgetrennt abgewickelt wird. Motorschiffe, die länger als 20 Meter sind, müssen vorhandene Verkehrstrennungsgebiete benutzen und haben dort Vorrang vor kleinen Schiffen (Fischerboote, Jachten, Segelschiffe).

## Manöver des letzten Augenblicks
Sind sich die beiden Fahrzeuge so nahegekommen, dass ein Manöver des Ausweichpflichtigen allein eine Kollision nicht mehr verhindern kann, muss auch der Kurshalter ein eigenes Ausweichmanöver einleiten, um den Zusammenstoß zu vermeiden. Dieses Manöver wird Manöver des letzten Augenblicks genannt.

## Geltungsbereich
Die in den Kollisionsverhütungsregeln enthaltenen Ausweichregeln für Wasserfahrzeuge finden gemäß Regel 1 weltweit auf den internationalen, von Seeschiffen befahrbaren Gewässern, Anwendung. In nationalen Gewässern kann es Sonderregelungen geben. Die Ausweichregeln sind teilweise in die deutsche See- und Binnenschifffahrtsstraßen-Ordnung sowie in viele Nutzungsvorschriften für deutsche Binnenseen übernommen worden.
Eine praktisch sehr wichtige nationale Ausnahme enthält § 25 SeeSchStrO: Schiffe, die dem Verlauf eines Fahrwassers folgen, haben Vorfahrt. Unter Segelschiffen gilt dies aber nur, wenn das Segelschiff deutlich dem Verlauf eines Fahrwassers folgt (Abs. 3).
Für die Teilnehmer an Segelregatten gelten untereinander oft spezielle Wettfahrtregeln, beispielsweise hinsichtlich des Wegerechtes an den Wendemarken. Auch wenn es unter Seglern als gute Sitte gilt, die Teilnehmer einer Wettfahrt nicht zu beeinträchtigen, bedingt sie rechtlich keine Ausweichpflicht für Nicht-Teilnehmer, sofern nicht von den örtlichen Behörden spezielle Regelungen getroffen und bekanntgemacht werden.